# 賈斯汀·杜魯多辭職
當地時間2025年1月6日，第23任加拿大總理兼加拿大自由黨黨魁賈斯汀·杜魯多在安大略省渥太華麗都小屋前宣佈辭職。
自其2015年上任以來，杜魯多的民意支持率持續下滑。在2025年加拿大聯邦大選前，他逐漸失去下議院和自由黨成員的支持。
辭職前一個月，杜魯多的支持率創下加拿大歷史上第二低的紀錄。他是加拿大歷史上第九名非因選舉失敗而辭職的總理。

## 背景

### 少數政府
杜魯多於2015年以多數政府形式上台，但在2019年和2021年的選舉中失去多數席次，成為少數政府。自2022年3月以來，他依賴與反對黨新民主黨的信任供給協議來維持少數政府，直到2024年9月新民主黨退出協議。少數政府的延續取決於每次下議院信任投票中至少獲得一個反對黨和依賴自由黨黨內團結和核心小組的支持。

### 民意支持下降
自2023年起，自由黨的民意支持率持續下滑。2023年12月3日，Abacus Data的報告顯示，自由黨的選民支持率降至23%。到了2024年底，安格斯·里德研究所的數據顯示，支持率已進一步跌至16%。

### 黨內挑戰
2024年10月，有消息指出，一批自由黨議員聯名簽署一封信，要求杜魯多辭職。這些議員計劃在下次每週自由黨核心小組會議上對他的領導地位提出質疑。2024年10月23日，有24名議員簽署的辭職信由帕特里克·韋勒在核心小組會議上宣讀。杜魯多回應表示，他會認真考慮他們的批評意見並評估自己的選擇。不到24小時後，杜魯多在記者會上宣佈他將繼續擔任領袖職位。

### 方慧蘭辭職

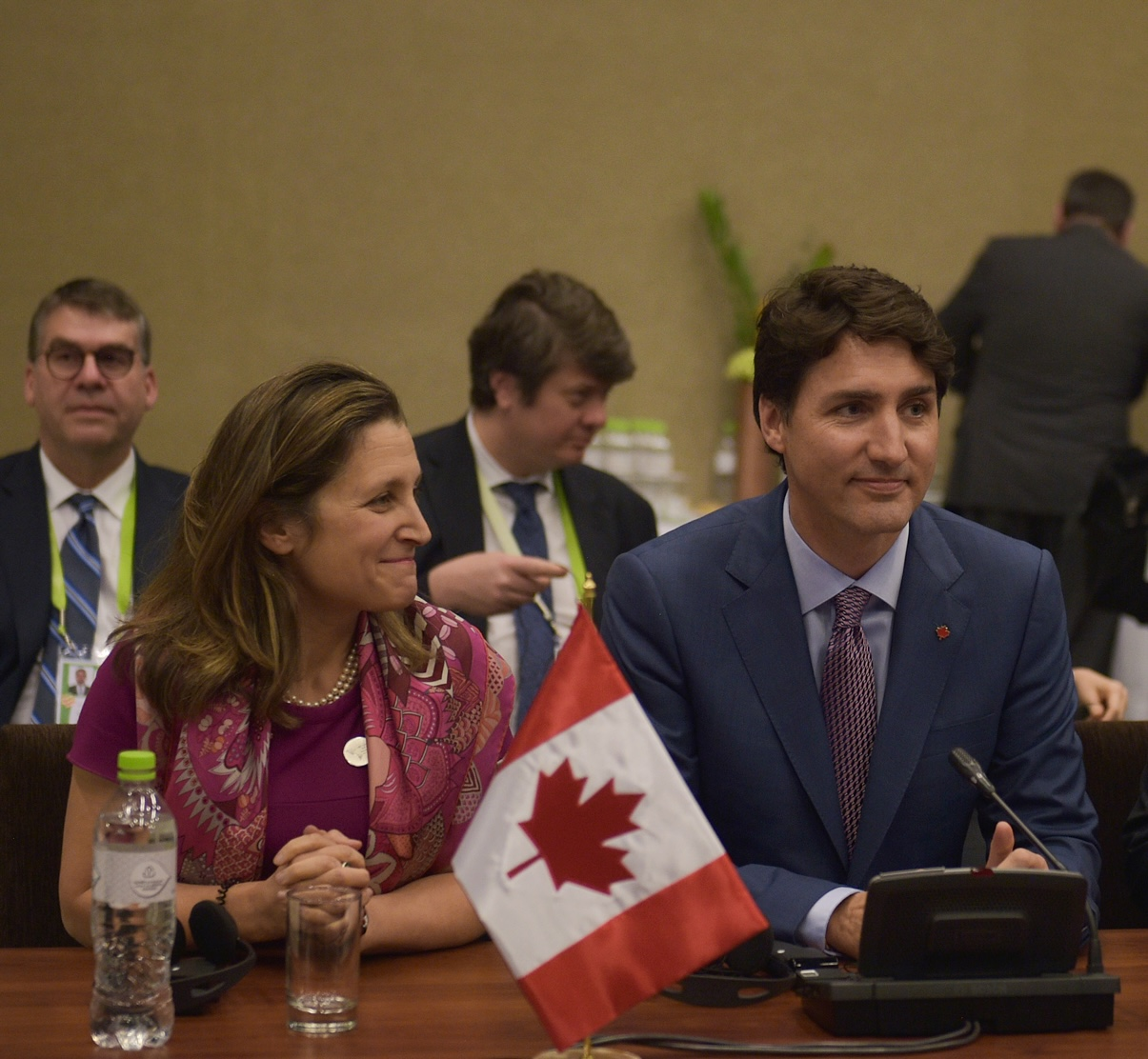
方慧蘭與杜魯道於2018年舉行會晤

2024年12月初，有消息指出杜魯多與副總理兼財政部長方慧蘭之間出現裂痕。方慧蘭反對杜魯多提出向2023年收入不超過15萬加元的工人發放250加元支票的承諾。由於在這項措施的受惠人數上存在分歧，該提案未獲其他政黨支持，因此無法推進。
2024年12月13日，杜魯多與方慧蘭通話，表示將在內閣改組中將她從財政部長職位調至不管部長職位，專注於加美關係，並計劃由前加拿大央行行長馬克·卡尼接替她的職務。12月16日，在方慧蘭原定發表2024年秋季經濟報告的當天，她突然宣佈辭去內閣職務。在辭職信中，方慧蘭暗示250加元支票提案是「昂貴的政治噱頭」，並強調加拿大政府應該「保持財政儲備，以備未來可能爆發的關稅戰」。當天東部時間下午4點11分，政府下議院領袖卡琳娜·古爾德在下議院發表2024年秋季經濟報告。報告顯示，2023-24年度赤字達619億加元，超出方慧蘭設定的目標，並未充分回應候任美國總統當勞·特朗普的關稅威脅。
方慧蘭辭職後，越來越多自由黨成員公開要求杜魯多辭去黨魁職務。12月21日，在安大略省自由黨核心小組會議上，超過50名自由黨議員達成共識，認為杜魯多應該辭職。12月23日，大西洋自由黨核心小組會議也得出相同結論。到12月31日，魁北克自由黨核心小組主席斯特凡·洛宗宣佈，經過假期期間與議員的個別磋商，核心小組同樣認為杜魯多應辭職。
2025年1月5日，《環球郵報》首先報導杜魯多將於全國核心小組會議前宣佈辭去黨魁職務。一位消息人士透露，杜魯多已與財政部長多米尼克·勒布朗討論是否願意擔任臨時領導人和總理，但如果勒布朗計劃參選黨魁，這將無法實現。

## 宣佈辭職
1月6日，杜魯多在渥太華麗都小屋發表演講，正式宣佈他將辭去自由黨黨魁及總理職務。杜魯多表示，面對黨內的分歧，他無法在2025年聯邦大選中有效競選，他已於前一天將這一決定告知子女。他還宣佈，加拿大總督瑪麗·梅·西蒙將暫停國會運作至2025年3月24日，自由黨將開始選舉新的黨魁來接替他的職位。他補充說：「眾所周知，我是一名鬥士。我全身的每一根骨頭都告訴我要奮鬥，因為我深切關心加拿大人，關心這個國家，我將永遠以加拿大人的最佳利益為動力。」他還表示，「新任總理和自由黨領袖將在下次選舉中繼續傳承自由黨的價值和理念。」
在辭職演講中，杜魯多表達對其政府成就的自豪，包括在俄羅斯入侵烏克蘭期間對烏克蘭的支持以及應對2019冠状病毒病加拿大疫情的處理。他還強調他為國家奮鬥的精神，並從加拿大人的韌性和決心中汲取了靈感。儘管辭職，杜魯多強調當前世界所面臨的關鍵時刻，他對加拿大應對挑戰的能力充滿信心。在自由黨選出新領導人之前，杜魯多將繼續留任。

## 反應
官方反對黨保守黨領袖博勵治再次呼籲提前舉行大選，他批評自由黨議員「為了保住自己的退休金和薪水，試圖在選舉前幾個月將他們討厭的領袖悄悄移除，欺騙選民，然後再重蹈覆轍。」新民主黨領袖駔勉誠則指出：「問題不僅僅是賈斯汀·杜魯多，每一位自由黨部長、每一位在高成本和醫療系統崩潰問題上輕視加拿大人的自由黨議員，都需要負責。」

## 外部鏈接
- 賈斯汀·杜魯多辭職聲明全文